# Sudurău
Sudurău (węg. Érszodoró) – wieś w Rumunii, w okręgu Satu Mare, w gminie Santău. W 2011 roku liczyła 188 mieszkańców. 